# Nguyễn Thiên Nga
Nguyễn Thiên Nga là Hoa hậu Việt Nam 1996. Cô đăng quang ngôi vị trong đêm chung kết được tổ chức tại cung văn hóa hữu nghị Việt Xô, Hà Nội. Khi đó cô đang là sinh viên năm thứ hai của Đại học Ngoại thương Thành phố Hồ Chí Minh.
Trước một tập đoàn "quốc sắc thiên hương" trong lịch sử các cuộc thi hoa hậu Việt Nam (theo ký ức của các giám khảo, báo đài và khán giả năm đó), Thiên Nga vẫn dễ dàng chiếm trọn tình cảm của tất cả và đăng quang ngôi vị hoa hậu nhờ câu ứng xử thông thông minh của mình. Khi được hỏi: "Vì sao trong trào lưu rất nhiều loại mốt mới hiện nay, chiếc áo dài dân tộc Việt Nam vẫn được nhiều người ưa thích?" Cô đã đáp: "Vì áo dài thực sự là trang phục phù hợp với phụ nữ Việt Nam, giúp họ trở nên duyên dáng, đáng yêu hơn. Và điều quan trọng nhất là mỗi khi thoáng thấy áo dài bay trên đường phố sẽ thấy tâm hồn quê hương ở đó". Câu trả lời đã nhận được những tràng pháo tay không dứt của khán giả đang theo dõi cuộc thi tại cung Văn hóa hữu nghị Việt Xô.

## Chuyện bên lề
So với các hoa hậu đời đầu, Nguyễn Thiên Nga sở hữu chiều cao vượt trội, đạt 1m70. Ngoài ra, cô cũng được đánh giá là một trong số hoa hậu thông minh nhất, được thừa hưởng trí tuệ của bố là GS.TS Nguyễn Hữu Phương.
Thiên Nga đồng thời cũng là người đẹp đầu tiên và duy nhất cho đến nay đăng quang ngôi vị cao nhất ở cả hai cuộc thi mang tên "Hoa hậu Việt Nam".
- Cuộc thi đầu tiên là "Hoa hậu Toàn quốc 1996" như đã nêu trên (tên cũ của cuộc thi Hoa hậu Việt Nam hiện nay).
- Cuộc thi "Hoa hậu Việt Nam 1999" được Bộ Văn hóa Thông tin đứng ra đăng cai một lần duy nhất nhằm tìm đại diện cho Việt Nam tại cuộc thi "Hoa hậu hữu nghị thế giới và Đông Nam Á" được tổ chức cùng năm đó tại Hà Nội và Thành phố Hồ Chí Minh.
- Trong đêm gala Hoa hậu hữu nghị thế giới và Đông Nam Á được tổ chức tại Hà Nội, Thiên Nga đã dừng lại ở vị trí Á hậu 2 khu vực Đông Nam Á sau hoa hậu Thái Lan Kanjana Jongkol và hoa hậu Singapore, và Top 10 khu vực thế giới. [cần dẫn nguồn]

## Cuộc sống sau vương miện
Trong thời gian từ 1996 đến 2000, Thiên Nga có tham gia một số hoạt động văn hóa nổi bật như lễ kỷ niệm Sài Gòn 300 năm, Duyên dáng Việt Nam, ấn tượng Sài Gòn... với tư cách người mẫu thời trang.
Sau khi tốt nghiệp đại học, năm 2001 Thiên Nga đi du học ở Hoa Kỳ ngành kinh tế. Hiện nay cô đang định cư tại San Jose, California và đã hoàn thành việc bảo vệ tấm bằng thạc sĩ kinh tế của mình. Tới thời điểm năm 2009, cô đã lấy chồng ở đó và có một con trai 4 tuổi.
Năm 2015, chồng cô đột tử tại phòng làm việc. Nỗi mất mát quá lớn đẩy cô tới giai đoạn khủng hoảng kéo dài, phải điều trị tâm lý suốt hai năm..
Hiện cô làm cố vấn cho Trung tâm Phát triển kinh tế ở thung lũng Silicon, thành viên Ban giám đốc Phòng Thương mại Việt Mỹ-tổ chức phi lợi nhuận giúp đỡ doanh nghiệp.